# Hofstelle
Unter Hofstelle versteht man im rechtlichen Sinne einen Bauernhof, also die Stelle eines siedelnden Landwirts.

## Zum Begriff
Da zu einem bäuerlichen Anwesen meist ausgedehnte landwirtschaftliche Grundflächen gehören, die selbst mit Baulichkeiten erschlossen sein können, definiert man unter dem Begriff den zentralen Wirtschaftsort des Anwesens, im Allgemeinen als Wohnsitz der Bewirtschafter wie auch Sitz des landwirtschaftlichen Betriebs im rechtlichen Sinne. Dabei werden die Baulichkeiten der Hofstelle als eine gewachsene und funktionelle Einheit gesehen.
Der genaue Umfang dessen, was zur Hofstelle gehört, wird in rechtlichen Definitionen abweichend gesehen. Insbesondere gibt es in der juristischen Begriffsbestimmung Abweichungen, inwieweit Wohnsitz und Betriebssitz zusammenfallen müssen, und der Hof von der Hofstelle aus bewirtschaftet wird. Diese Frage ist etwa durch die zahlreichen historischen Besonderheiten in landwirtschaftsbezogenen Rechtsfragen, etwa im Erbrecht oder im Baurecht, relevant. Hier bezeichnet Hofstelle dann oft speziell nur die zum Betrieb der Landwirtschaft erforderlichen Bauten und Anlagen als wirtschaftliche Einheit.

## Nationales

### Deutschland
Der Begriff Hofstelle wird im deutschen Recht nicht einheitlich verwendet.
Im Baurecht ist die Hofstelle notwendiger Bestandteil eines landwirtschaftlichen Betriebes, auf der der Landwirt wohnt. Es handelt sich in der Regel um die Gebäude des Bauernhofs, die zum Wohnen und Arbeiten bestimmt sind (Wohnteil, Bedienstetenwohnungen, Altenteilerwohnung, Ställe, Scheunen, Werkstatt, Garagen). Eine Hofstelle stellen die Gebäude eines landwirtschaftlichen Betriebes aber nur dann dar, wenn zumindest eines dieser Gebäude ein landwirtschaftliches Wohngebäude ist.
Im Bewertungsrecht nach § 143 Abs. 3 BewG ist die Hofstelle diejenige Stelle, von der aus landwirtschaftliche Flächen ordnungsgemäß nachhaltig bewirtschaftet werden, wobei Betriebswohnungen und Wohnteil nicht zur Hofstelle zählen (also nur Ställe, Scheunen, Werkstatt, Garagen).

### Österreich
Landwirtschaftliches Recht ist in Österreich durchwegs landesrechtlich geregelt. Die Frage der präzisenden Definition stellt sich beispielsweise dort, wo ein Anerbenrecht (Erbhöfe), also geschlossen zu vererbende Anwesen, vorgesehen sind. So spricht etwa das Tiroler Raumordnungsgesetz von „Wohngebäude bzw. Wohnteil von Hofstellen“, während im Kärntner Erbhöfegesetz – ein Bundesgesetz – unter Hofstelle nur „die zum Betrieb der Landwirtschaft erforderlichen Baulichkeiten zu verstehen“ sind – „maßgeblich ist das Vorliegen eines Wirtschaftsgebäudes, ein Wohnhaus muss nicht unbedingt vorhanden sein.“